# Edmund Bishop
Edmund Bishop (* 17. Mai 1846 in Totnes; † 17. Februar 1917 in Barnstaple) war ein englischer Liturgiewissenschaftler.
Zunächst Anglikaner, trat Bishop als 22-Jähriger zum Katholizismus über. Aus gesundheitlichen Gründen konnte er seinen Wunsch, Benediktiner in der Abtei Downside zu werden, nie verwirklichen. 1864 bis 1885 wirkte er im Education Department des Privy Council Office, 1893 bis 1901 als Mitarbeiter von Francis Aidan Kardinal Gasquet in London. Seine liturgiehistorischen Arbeiten, überwiegend in Freizeit und Ruhestand geschrieben, erschienen breit gestreut. Die Kleinen Schriften wurden postum gesammelt publiziert. Bedeutendste Schrift war der Essay The genius of the Roman rite, der auch ins Deutsche übersetzt wurde.

## Werke
- Liturgica historica: papers on the liturgy and religious life of the Western church. Clarendon Press, London 1918, xiv, 506 S.
- Der Geist der römischen Liturgie, in: Liturgische Zeitschrift, 4 (1931/32), S. 395–416.